# Шандак
Шанда́к (каз. Шаңдақ) — село у складі району Магжана Жумабаєва Північноказахстанської області Казахстану. Входить до складу Узункольського сільського округу.
Населення — 154 особи (2021; 169 у 2009, 273 у 1999, 387 у 1989).
Національний склад станом на 1989 рік:
- росіяни — 49 %
- німці — 23 %.